# Flamoudi
Flamoudi (in greco Φλαμούδι?; in turco: Mersinlik) è un villaggio dell'isola mediterranea di Cipro. È sotto il controllo de facto di Cipro del Nord, nel distretto di Iskele, mentre de iure si trova nel distretto di Famagosta della Repubblica di Cipro.

## Geografia fisica
Il villaggio è situato nella penisola del Karpas, a 6 km a ovest del castello di Kantara.

## Origini del nome
Il nome greco deriva probabilmente da phlamouri, che significa 'fiore di tiglio'. Mersinlik, il nome che il villaggio porta dal 1975, significa "luogo delle Myrsinaceae".

## Monumenti e luoghi di interesse

### Architetture religiose
La chiesa di Agios Georgios, probabilmente costruita intorno al 1894, è stata trasformata in moschea.

## Società

### Evoluzione demografica
Nel 1831, quando l'isola faceva ancora parte dell'impero ottomano, il villaggio aveva 33 capifamiglia maschi (solo questi vennero censiti). Nel 1891, sotto il dominio coloniale britannico, vivevano li' un "turco" e 233 "greci". Nei censimenti, "Greci" era il termine generico per tutti i cristiani; "Turchi" erano chiamati tutti i musulmani. In questo senso, Flamoudi era un villaggio quasi puramente greco. Solo nei censimenti del 1891 e del 1901 appare un solo turco, poi solo di nuovo nel 1921 si notano 17 turchi. Altrimenti, c'erano 230 greci che vivevano nel villaggio nel 1891, e 232 nel 1901: dopo di che, il numero di residenti aumento' costantemente. Così nel 1911 ce n'erano 269, nel 1921 il numero di abitanti era salito a 335, ma nel 1931 era sceso leggermente a 326, apparentemente perché i 17 turchi avevano lasciato il villaggio. Flamoudi ha raggiunto la sua massima popolazione di 366 abitanti nel 1946. Nel 1960, questo era sceso a 299. 
Nell'agosto 1974, la maggior parte degli abitanti fuggì dalle truppe turche che avanzavano. Il censimento del 1960 registrava 247 greco-ciprioti. Nel 1976 e 1977, i turchi della provincia di Trabzon sul Mar Nero, più precisamente del distretto di Çaykara, si stabilirono nel villaggio. Nel 1978 il villaggio aveva solo 98 abitanti, nel 1996 erano di nuovo 159, dieci anni dopo 169. Nel 2011 il villaggio aveva perso di nuovo undici abitanti.